# Sylwester Wilczek
Sylwester Wilczek (ur. 10 grudnia 1936 w Katowicach, zm. 3 maja 2025) – polski hokeista, olimpijczyk.
Środkowy napastnik Gwardii Katowice i Górnika Katowice. Zdobywca jedenastu medali mistrzostw Polski - sześciu złotych i pięciu srebrnych.
W reprezentacji Polski w latach 1956–1967 wystąpił 94 razy zdobywając 17 bramek. Uczestnik igrzysk olimpijskich w Innsbrucku w 1964 oraz siedmiu turniejów o mistrzostwo świata.
Po zakończeniu kariery zawodniczej trener (m.in. Naprzodu Janów).